# Popillia pui
Popillia pui är en skalbaggsart som beskrevs av Lin 1988. Popillia pui ingår i släktet Popillia och familjen Rutelidae. Inga underarter finns listade i Catalogue of Life.